# Hans Gruijters (bankrover)
Hans Gruijters (Boekel, 28 april 1925 - Rumpt, 25 of 26 oktober 1980) was een autoverkoper uit het Nederlandse dorp Boekel (Noord-Brabant). Zijn bijnaam luidde de Zwarte Ruiter, omdat hij eens helemaal in het zwart gekleed op een feest verscheen.
Op 15 november 1954 schoot hij J. van Dieten, een postkantoorhouder uit Ravenstein, neer. Van Dieten overleed op 16 november in het ziekenhuis te Oss. Gruijters was toen 29 jaar oud en hij was al zes keer veroordeeld voor kleinere vergrijpen. De volgende dag overviel hij een bank en op 31 december brak hij in in het huis van de pastoor in Volkel, waarna hij een man op een fiets overreed en doorreed terwijl die man stervende (later overleden) op het wegdek lag. De politie, die hem toen al op de hielen zat, kon niet voorkomen dat Gruijters erin slaagde een bank in Oss te beroven. Op 5 januari 1955 werd hij gearresteerd en in 1956 werd hij veroordeeld tot vijftien jaar cel. Hij ontsnapte uit de gevangenis in 1957, maar werd snel weer gepakt en gevangengezet. In 1966 kwam hij vrij. Hij overleed in oktober 1980 op 55-jarige leeftijd na een hartaanval op zijn manege in Rumpt.